# Cerisy
Cerisy [səʁizi] (früher: Cerisy-Gailly, picardisch: Çrisin oder Çrisin-Gaillin) ist eine nordfranzösische Gemeinde mit 545 Einwohnern (Stand 1. Januar 2022) im Département Somme in der Region Hauts-de-France. Die Gemeinde gehört zum Arrondissement Amiens und ist Teil der Communauté de communes du Val de Somme.

## Geographie

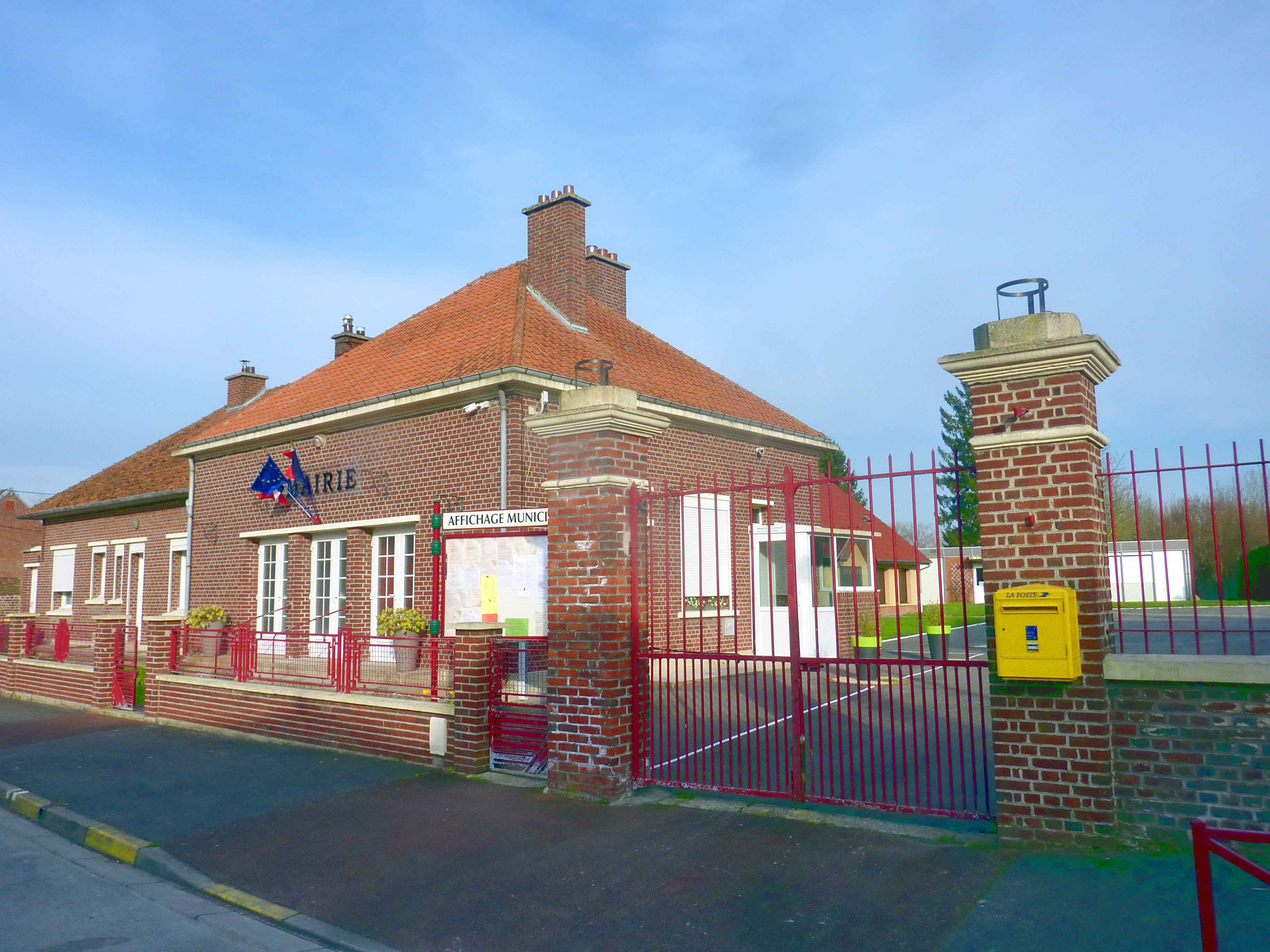
Mairie (Rathaus)

Rue de la République

Die hauptsächlich landwirtschaftlich geprägte Gemeinde liegt im Santerre am linken Ufer der hier mäandrierenden Somme gegenüber von Chipilly rund 12 km östlich von Corbie und 12 km südlich von Albert und reicht nach Süden fast bis zur Départementsstraße D 1029 (frühere Nationalstraße N 29). Sie erstreckt sich von der vermoorten Talaue der Somme über Kalkflächen bis zu den Feuersteinböden im Süden. Zu Cerisy gehörte bis Ende 1965 der gegenüber von Sailly-Laurette an der Somme gelegene Gemeindeteil Gailly, der am 1. Januar 1966 der Gemeinde Sailly-Laurette angeschlossen wurde.

## Toponymie und Geschichte
Die im 13. Jahrhundert u. a. als Cerisiacus bezeichnete Gemeinde ging im 7. Jahrhundert an die Abtei Corbie, die dort ein Priorat einrichtete. Die Grundherrschaft war dem Schloss von Bray-sur-Somme lehenspflichtig. Seit 1693 gab es eine Schule.
Die Gemeinde erhielt als Auszeichnung das Croix de guerre 1914–1918.
| 1962 | 1968 | 1975 | 1982 | 1990 | 1999 | 2006 | 2018 |
| ---- | ---- | ---- | ---- | ---- | ---- | ---- | ---- |
| 401  | 358  | 337  | 337  | 342  | 387  | 413  | 532  |

## Sehenswürdigkeiten
- Die Kirche Saint-Georges, als Monument historique klassifiziert seit 1919 (Base Mérimée PA00116116), mit einem Glockenspiel im Turm
- Drei Soldatenfriedhöfe, darunter ein französischer (Nécropole nationale) und ein britischer